# Sint-Trudokerk (Eindhoven)

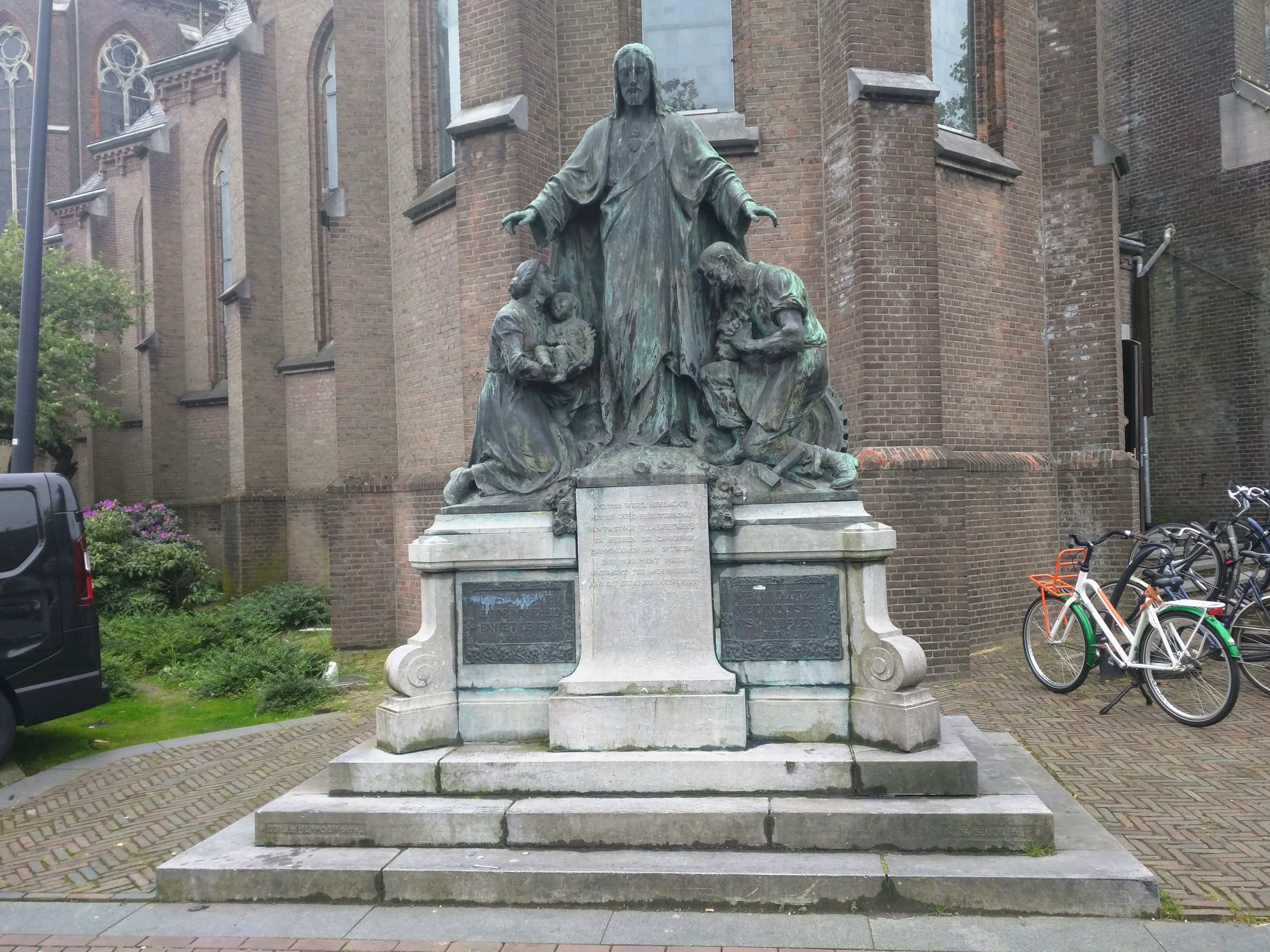

De Sint-Trudokerk is vanouds de parochiekerk van Strijp. Dit was ooit een zelfstandig dorp en is sinds 1919 een stadsdeel van Eindhoven. Het huidige kerkgebouw bevindt zich aan Strijpsestraat 129.
De toren met spits heeft een hoogte van ongeveer 46 meter waar de nok op een hoogte van 30 meter staat.

## Geschiedenis
Over het ontstaan van de Sint-Trudoparochie, die afhankelijk was van de Abdij van Sint-Truiden, is weinig bekend. In 1402 was er sprake van een gotisch gebouw. Dit was van 1648-1798 in handen van de Hervormden. De katholieken kerkten toen in een schuurkerk. In 1888 werd de oude kerk gesloopt en vervangen door een nieuw gebouw, dat in 1887 werd ingewijd. Het was een neogotische driebeukige kruisbasiliek, ontworpen door C. van Dijk, die een leerling was van Pierre Cuypers. Oorspronkelijk had dit gebouw geen toren. Bij de kerk staat sinds 1929 een Heilig Hartbeeld van Aloïs De Beule.
In 1936 raakte de kerk beschadigd door brand. Ze werd hersteld in 1937-1938 door de architecten Louis Kooken en Kees de Bever. Dezen breidden de kerk uit met een toren en twee buitenste zijbeuken, zodat de kerk nu vijfbeukig werd. Ook werd een achthoekige doopkapel bijgebouwd.
Delen van de kerk werden in 1944 zwaar beschadigd bij een bombardement. Pas in 1949 kwamen de herstelwerkzaamheden gereed.
Het orgel is een Verschueren-orgel uit 1937.